# Gozd (gromada)
Gozd – dawna gromada, czyli najmniejsza jednostka podziału terytorialnego Polskiej Rzeczypospolitej Ludowej w latach 1954–1972.
Gromady, z gromadzkimi radami narodowymi (GRN) jako organami władzy najniższego stopnia na wsi, funkcjonowały od reformy reorganizującej administrację wiejską przeprowadzonej jesienią 1954 do momentu ich zniesienia z dniem 1 stycznia 1973, tym samym wypierając organizację gminną w latach 1954–1972.
Gromadę Gozd z siedzibą GRN w Goździe utworzono – jako jedną z 8759 gromad na obszarze Polski – w powiecie koszalińskim w woj. koszalińskim na mocy uchwały nr 43/54 WRN w Koszalinie z dnia 5 października 1954. W skład jednostki weszły obszary dotychczasowych gromad Gozd, Ubiedrze, Cybulino i Kurowo ze zniesionej gminy Gozd, obszar dotychczasowej gromady Lubowo ze zniesionej gminy Karczyno oraz część miejscowości Bobolice (przy szosie Bobolice-Gozd, po jej lewej stronie, w ilości 12 gospodarstw) z dotychczasowej gromady Bobolice ze zniesionej gminy Bobolice w tymże powiecie. Dla gromady ustalono 13 członków gromadzkiej rady narodowej.
31 grudnia 1959 do gromady Gozd włączono wieś Górawino ze zniesionej gromady Drzewiany w tymże powiecie.
31 grudnia 1971 gromadę Gozd zniesiono, a jej obszar włączono do gromady Bobolice w tymże powiecie.